# Nərimankənd (Qobustan)
Nərimankənd è un comune dell'Azerbaigian situato nel distretto di Qobustan. Conta una popolazione di 3 358 abitanti.